# Bodom
Bodom (finski: Bodominjärvi, švedski: Bodom träsk) je jezero u Finskoj u predgrađu grada Espoo, u blizini Helsinkija.
Jezero je poznato po ubojstvima koja su se dogodila 6. lipnja 1960. Tada je ubijeno troje od četvero tinejdžera koji su tamo kampirali. Napadnuti su rano ujutro, dok su spavali u šatorima. U lipnju 2005., jedini preživjeli Nils Gustafsson je optužen za ubojstvo svojih prijatelja, no u listopadu iste godine su odbačene optužbe protiv njega, te je proglašen nevinim.
Prema imenu jezera nazvan je metal sastav iz Espooa, Children of Bodom.